# Alice Diop
Alice Diop, född 1979, är en fransk filmregissör. Hon är mest känd för sin film Saint Omer (2022), som vann Louis Delluc-priset och Juryns stora pris vid filmfestivalen i Venedig.

## Filmografi (i urval)
- 2022 – Saint Omer